# スピラエア (小惑星)
スピラエア (1091 Spiraea) は、小惑星帯の外縁部に位置する小惑星である。カール・ラインムートがハイデルベルクのケーニッヒシュトゥール天文台で発見した。
バラ科植物のシモツケ属の学名に因んで名付けられた。